# Disciples II: Dark Prophecy
Disciples II: Dark Prophecy (с англ. — «Последователи II: Тёмное пророчество», а также «Disciples II: Канун Рагнарёка») — компьютерная игра в жанре пошаговой стратегии с элементами РПГ Strategy First, выпущенная 24 января 2002 года. Игра является продолжением игры 1999 года Disciples: Sacred Lands.

## Игровой процесс
В игре, как и в Disciples: Sacred Lands, действие происходит в вымышленном фэнтезийном мире под названием Невендаар, также называемым «Священными Землями» (англ. Sacred Lands). В центре игры — четыре главные расы этого мира, постоянно враждующие между собой: Империя (англ. The Empire, люди), Горные Кланы (англ. Mountain Clans, гномы), Легионы Проклятых (англ. Legions of the Damned, демоны), Орды Нежити (англ. Undead Hordes, нежить). Игра предоставляет возможность в любом сценарии или кампании выбрать один из четырёх уровней сложности, одного из трёх видов лорда правителя, каждый из которых даёт различные бонусы и определяет класс первого героя-лидера.
Игровой процесс включает три основных компонента:
- Улучшение столицы игрока, что даёт доступ к новым войскам и возможностям. Изучение новых заклинаний.
- Использование лидеров-героев, возглавляющих небольшие отряды, для разведки, атаки и захвата территорий.
- Режим боя.

Сохранивший вышеперечисленные основные черты предшественника, геймплей Disciples II существенно усовершенствован.

### Города
В отличие от первой части, уровень развития простых городов прорисован только на стратегической карте и не отличается графически по принадлежности к разным расам.
По сравнению с первой игрой серии существенно изменился дизайн столиц и, в меньшей степени, набор зданий — удлинилось большинство ветвей развития, некоторые здания были удалены или изменены.

### Войска и система опыта
Система опыта и построения войск подобна таковой в первой игре серии, с некоторыми усовершенствованиями.
Когда боец набирает достаточное количество опыта, он получает новый уровень. Если это возможно, то он поднимается на ступень выше по выбранной ветке развития. Если соответствующего здания нет — боец просто получает с каждым уровнем бонус к здоровью и атаке, десять (до десятого уровня включительно) или пять (после десятого уровня) процентов от их изначального значения.
В системе боя произошло несколько значительных изменений. Наряду с имеющимися в Disciples: Sacred Lands возможностями нанести удар и отступить для каждого персонажа появилась возможность подождать — ход персонажа переносится в конец списка очерёдности для данного раунда, и защититься — пропустить ход в обмен на определённое количество единиц брони. Эти новые варианты действия заменили старую возможность пропустить ход. Также убрана возможность сдаться, потеряв отряд вместе с героем, но лишив противника возможности получить очки опыта за победу.

### Классификация умений и героев
Как и в первой игре серии, в начале кампании игрок должен выбрать свой класс и портрет полководца. Бойцы игрока-военачальника восстанавливают пятнадцать дополнительных процентов здоровья каждый игровой день (итого — двадцать). Игрок-маг может использовать одно и то же заклинание дважды в ход, тратит вдвое меньшее количество маны на его изучение и ему доступны заклинания пятого уровня. У мастера гильдий воров — воры имеют больше возможностей, а улучшение городов возможно за половину цены.
В отличие от Disciples: Sacred Lands, где каждый герой может использовать только два предмета одновременно, в Disciples II у героя существуют ячейки для знамени, магической книги, волшебных сапог, два слота для артефактов, а также два слота для предметов, использующихся непосредственно в бою. Для использования большинства предметов необходимо изучить соответствующее умение при повышении уровня.
Герои по-прежнему разделяются на типы, в зависимости от применения: воин, маг, разведчик, носитель жезлов и вор. Воин — боец ближнего боя, изначально обладает знанием применения артефактов; маг способен бить по площади, умеет использовать магические сферы, посохи и свитки; разведчик — лучник (кроме нежити), быстрее передвигается и изначально способен использовать магические сапоги. Носители жезлов и воры сохранили особенности таковых в первой игре серии.

### Магия
Система заклинаний аналогична предыдущей игре серии, набор заклинаний остался практически тем же, с небольшими исключениями. Значительно изменилась анимация всех заклинаний.
Заклинания по-прежнему можно использовать только на стратегической карте. Существуют те же четыре типа маны: мана жизни, рун, смерти и ада, что соответствует четырём игровым расам; изображения источников маны также были перерисованы. Как и прежде, заклинания низкого уровня расходуют только «свою» ману, но более сложные требуют комбинации вплоть до всех четырёх видов маны. За ход можно изучить одно заклинание, и по одному разу использовать уже выученные заклинания.
Магические свитки и посохи, которые может использовать любой герой с соответствующим умением — дополнительный ресурс тех же заклинаний, не зависящий от книги заклинаний игрока. В отличие от посохов, свитки одноразовые и не требуют затрат маны.

### Импорт/Экспорт
В течение кампании игрок может переносить одного из героев и пять предметов (в Disciples: Sacred Lands было возможно перенесение трёх предметов) в следующее задание. В любой момент героя можно «экспортировать» (сохранить его данные в файл) для использования в отдельных сценариях и многопользовательском режиме.

### Прочие особенности
Значительно усовершенствована 2D-графика.
По сравнению с предыдущей игрой серии, улучшен искусственный интеллект противников — в Disciples II они способны оценивать свои шансы против героев игрока и отступать при явном преимуществе последнего. Также изменено поведение нейтральных отрядов на стратегической карте — при чрезмерном приближении к ним противника они могут атаковать сами.
Значительно усовершенствовано сюжетное наполнение кампаний. Кроме основного сюжета и реплик при взятии городов, имеющихся и в прошлой игре, почти в каждую миссию добавлены дополнительные задания и развернутые диалоги союзников и противников.
Стало возможным провести бой в автоматическом режиме. Также появилась кнопка расчёта исхода боя, позволяющего быстро закончить схватку.
Также появилась возможность изменять разрешение игры с 800×600 до 1024×768 или 1280×1024.

## Сюжет
Сюжет игры состоит из четырёх кампаний (за каждую расу), по семь миссий в каждой. В отличие от первой части, сюжеты кампаний частично взаимоисключающие, хотя общая канва в них сохранена. Сюжет в целом продолжает историю Disciples: Sacred Lands. Примечательно, что имена Императора людей (Демосфена), и его наследника (Утера) впервые упоминаются в Disciples II, хотя эти персоналии играют важную роль в сюжете первой игры серии.

### Предыстория
События предыдущей игры серии, Disciples: Sacred Lands, называются Первой Великой войной. Disciples II начинается через десять лет после завершения этой войны. Бетрезен умирает, Горные Кланы разобщены и ждут конца света, Империя терпит кризис — император Демосфен не занимается государственными делами, так как не может пережить потерю жены и сына Утера.

### Империя
Со времен Первой Великой войны союз с гномами так и не восстановлен, император Демосфен отошёл от дел — и Империей фактически стал управлять аристократ Юбер де Лейли, из-за чего государство пришло в хаос и оказалось на пороге гражданской войны. Во множестве распространились тёмные секты и разнообразные пророчества, в том числе, и о пришествии спасителя Империи.
Глава одной из сект, Эрхог Тёмная, пыталась отравить императора, и, хотя её планы провалились, а она была убита, Юбер де Лейли, воспользовавшись моментом, предложил себя в качестве правителя Империи, и многие аристократы перешли на его сторону. Император решил заручиться поддержкой гномов, и в качестве жеста доброй воли приказал освободить из плена нежити дипломата Горных Кланов Слукарижжа Тёмного Камня. После его освобождения верховный король гномов Морок Небохранитель заключил с Империей союз. Вдруг начинают появляться слухи о возвращении наследника Империи Утера, пропавшего десять лет назад в Первую Великую войну.
Тем временем Юбер де Лейли идет на открытое противостояние Империи, желая взять власть силой. Слухи о возвращении Утера оказываются верными — мальчик, сопровождаемый отрядами гномов, добрался до земель Империи. Несмотря на предательство очередного аристократа, Филиппа д’Агинкура из города Финдар, Империи удается убить Юбера де Лейли, и Демосфен воссоединяется с сыном. Для своего возраста Утер невероятно силен и мудр, и отец поручает ему погасить восстания в южных городах. Внезапно Горные Кланы разрывают недавно заключённый союз. Морок Небохранитель повредился умом и приказал убить Утера. Смерти наследника ищут также пробудившаяся нежить и демоны Легионов Проклятых. Утер избегает всех опасностей и неожиданно жестоко расправляется с мятежниками. Он нисколько не жалеет о расторжении союза с гномами и презрительно смеётся над «полулюдьми».
Тем временем пробудившаяся нежить атакует земли эльфов. Памятуя о долгой истории добрососедских отношений, Демосфен посылает эльфам на помощь свои войска. Эльфы с благодарностью принимают поддержку людей.
Демосфен, чувствуя приближение смерти, решает короновать Утера. Но тот презрительно отказывается от короны, убивает своего отца и исчезает, призвав нескольких демонов. Командование Империи решает убить предателя-принца. Но, убив наследника, люди лишь освободили от физической оболочки огромного демона, желающего уничтожить цивилизации людей, эльфов и гномов. Принцесса гномов, Яата’Халли, решает возобновить союз с людьми, чтобы Горные Кланы и Империя смогли вместе противостоять Легионам Проклятых, которые, в свою очередь, заручились поддержкой нежити. Утер-демон с помощью подвластных ему демонов и военных уловок пытается разгромить войска Империи, но те, объединившись с Горными Кланами и при поддержке эльфов, уничтожают и это его воплощение.
Империя остается без Императора и без наследника престола.

### Орды Нежити
Отомстившая за гибель своего мужа Галлеана, богиня Мортис десять лет искала средство возродить своего супруга. Появление Утера дало ей надежду воскресить бога эльфов — его кровь была необходима богине для обряда воскрешения. По слухам, Утер был заточен в рудниках Тиммории на территории земель гномов. С помощью разбойничьей шайки «Призрачных волков», подчиняющейся Юберу де Лейли, воины Мортис захватили библиотеку, в которой нашли карты Тиммории. Отправившись туда, они действительно обнаружили Утера, охраняемого демонами.
Убив юное воплощение Бетрезена, Орды получили его кровь. Тем временем, Мортис узнала, что для переговоров с Империей отправился в путь дипломат Горных Кланов Слукарижж Тёмный Камень. Допускать союз двух государств было опасно, поэтому нежить получила приказ убить посла. Тем не менее, убийство дипломата гномов вызвало военный ответ Империи. Люди и гномы все равно заключили союз. Перед Ордами Нежити встала задача захватить стратегически важный город Гуннерию. Несмотря на предательство разбойников из «Призрачных Волков», ранее всегда помогавших нежити, Орды захватили этот населённый пункт.
Воскресить Галлеана можно было только на священных землях эльфов, но Орды Нежити неожиданно столкнулись с ещё одним противником — Костяным лордом, бывшим слугой Мортис, который стал оспаривать единоличную власть тёмной богини над нежитью. Костяной лорд вступил в союз с Юбером де Лейли и его «Призрачными волками», а также с некромантом Эрхог Тёмной. В своих поисках башни Костяного лорда Орды Нежити захватили драгоценный артефакт — глаз Дорагона. Во время поисков к Мортис, как к Солониэль, создательнице своей расы, обратилась с просьбой защитить свою дочь морская королева Тиллигиллаш. В благодарность за исполнение свой просьбы она помогла нежити одолеть Костяного лорда.
Захватив доспех Костяного лорда и вновь поставив его на службу Мортис, Нежить двинулась в священные земли эльфов, чтобы с помощью крови Утера воскресить Галлеана. Несмотря на то, что Горные Кланы заключили союз с варварами, войска Орд сумели пройти сквозь их земли к территории эльфов. Справившись с драконами при помощи глаза Дорагона, нежить вступила на земли эльфов. Те, предупреждённые пророком, уже привели в готовность свои войска. Мортис приказала своим войскам убить правительницу эльфов, королеву Таладриэль. На помощь эльфам пришли войска Империи и Горных Кланов.
Нежить пыталась убедить эльфов не препятствовать Мортис, так как стремление воскресить Галлеана должно было бы быть свойственно и их народу. Но эльфы, подозревая обман, отказались от переговоров. Выяснилось, что многие эльфы не знают и того, что богиня нежити Мортис — и есть эльфийская богиня Солониэль. Несмотря на сопротивление эльфов, объединившихся с Империей и на поддержку драконов, повинующихся Таладриэль, Орды убили королеву эльфов.
Мортис воскресила Галлеана на священной земле, но тот, не сказав ей ни слова, исчез, оставив её в ужасе и горе — он не смог принять то, чем она стала, и не простил зла, что она причинила живущим на Невендааре.

### Горные Кланы

Окно развития столицы Горных Кланов

Со времен Первой Великой войны пять из двенадцати кланов гномов пришли в упадок, и священные руны, отданные им на хранение, были утеряны. Новый король гномов, Морок Небохранитель, приказал отыскать три из потерянных рун. Во время поисков рун Мороку донесли страшную весть — его сын Гимнер, посланный с миссией закрыть врата в Преисподнюю, погиб, оказавшись между двух армий — Орд Нежити и Легионов Проклятых. Руна Скади, которая была у принца гномов, досталась демонам. Хотя, по сведениям, Гимнер успел запечатать Врата, Бетрезен все же проник на Невендаар. Гномы отыскали руны трёх потерянных кланов и руну Скади.
После обретения четырёх рун Горные Кланы получили призыв о помощи от Империи. Юбер де Лали захватил несколько Имперских городов и императору пришлось бежать. Морок Небохранитель согласился послать свои войска для подавления мятежа. Когда войска гномов преодолевали горы, им встретился юноша-человек, назвавшийся Утером, и попросивший провести его к его отцу, императору Демосфену. Тут же им встретился Дикий великан, живущий в городе, ранее принадлежавшем Горным Кланам. Он вручил гномам очередную руну и предложил снова занять город, а сам перешёл под их командование.
После подавления мятежей в городах Империи гномы провели Утера к его отцу, и тот отблагодарил Кланы за возвращение его пропавшего сына. Но верховный король гномов Морок так и не смирился с гибелью Гимнера, задумав вернуть его с помощью руны Фригги. Хотя мудрецы кланов были против проведения подобного обряда, Морок настаивал на его проведении.
В скором времени Морок объявил, что Утер — не тот, за кого себя выдает и что он опасен. Морок немедленно разорвал союз с Империей и даже приказал убивать послов государства людей. По приказу Морока гномы провели попытку воскрешения Гимнера, но по какой-то причине из гроба восстал лишь полутруп, способный лишь умолять убить его. Посланная Вотаном валькирия забрала несчастного принца и сказала, что руны потеряли значительную часть своей силы. Морок, узнав о том, что сталось с его сыном, повредился умом и набросился на окружающих его соплеменников. Дочери Морока, принцессе Яата’Халли, пришлось приказать убить безумного отца. Она возглавила гномов и первым делом решила продолжить объединение Кланов и вновь восстановить союз с человеческой Империей.
Защищая один из своих городов от демонов, гномы обнаружили, что городу угрожает также какой-то маг-человек с сильным войском. Убив его и освободив от людей древние руины, Кланы обрели последнюю утерянную руну. Хранители мудрости стали уговаривать королеву почтить Вотана обрядом, не проводившимся уже десять лет, но Яата’Халли, озабоченная экспансией демонов и нежити, приказала отложить обряд. В скором времени Кланам явилась валькирия и оставила им свиток, написанный самим Вотаном — в свитке говорилось, что бог гномов теряет силы и что обряд нужно провести как можно скорее. Остановив экспансию Легионов Проклятых и Орд Нежити, королева приказала двигаться к священным землям, чтобы провести обряд.
Неожиданно на пути Кланов встало препятствие в лице мага Хугина, решившего использовать силу рун для своих целей и подчинившего себе орды кентавров. Победив Хугина, войска гномов добрались до священных земель и успешно провели обряд. Валькирии Вотана заверили Кланы, что надежда на спасение у них есть. Но, тем не менее, предсказанный конец света наступал, началась пора стихийных бедствий. Гномы устремились в твердыню Морока, под защиту рун, и не было вестей только от клана Айронхилл. Яата’Халли отправила туда своих гонцов, но оказалось, что город сжег ужасный дракон Нидхегг. Явившаяся гномам валькирия сказала, что на змея наложено заклятие, не дающее ему убивать гномов и дальше, но нужно совершить паломничество к могиле предка гномов Гела, чтобы спастись от чудовища.
Совершив это и другие паломничества к могилам древних героев, Кланы обрели благословение Вотана и с его помощью убили змея, тем самым предотвратив предсказанный конец света. Яата’Халли была официально коронована.

### Легионы Проклятых
Со времен Первой Великой войны Бетрезен не мог освободиться из преисподней, заключённый магией рун Горных Кланов. Принц гномов Гимнер Небохранитель был послан к вратам в Преисподнюю с миссией обновить печать на них, и, чтобы не допустить этого, Легионы должны были убить его. Со смертью принца Горных Кланов демоны увидели, что из Врат Преисподней вышел отрок в лохмотьях. Они узнали в нём Бетрезена, вселившегося в тело наследника Империи, Утера.
В этот момент явились Орды Нежити и напали на Бетрезена, чтобы получить его божественную кровь. Утеру необходимо было скрыться от слуг Мортис в северных землях. Спасшись от угрозы со стороны нежити, он решает подчинить своей воле Юбера де Лали, обладающего большой властью в Империи. Многие люди, узнавая Утера, переходили на сторону Легионов. Юбер де Лали с радостью заключил союз с демонами, чтобы внести в Империю хаос и прийти к власти.
Тем временем Бетрезен приказал Легионам Проклятых найти место заточения могущественного демона Астарота, чтобы тот воссоединился с войском демонов. Получив такого могучего союзника, Утер приказал Легионам захватить три стратегически важных города. Но внезапно у ворот столицы объявилась ониксовая горгулья и запретила демонам нападать на земли Империи и Горных Кланов от имени Бетрезена. Демоны были удивлены, так как они знали, что Бетрезен с ними — и тот приказал убить изменницу-горгулью.
К демонам также обращалась нежить, требующая отдать им Утера, и члены странной секты — оккультисты. Вскоре Астарот предал демонов и стал поступать по своей воле. Несмотря на сопротивление Кланов и Империи, а также диких великанов, Легионы захватили северные земли. После захвата трёх городов Утер решил расправиться с Ордами Нежити. Однако, когда Легионы приготовили ловушку для войск Мортис, оказалось, что никакой нежити там не было и в помине. Утер, к которому демоны обратились с вопросом, сказал, что он на самом деле — не Бетрезен, и что он намеревается расправиться с верными настоящему повелителю ада демонами с помощью перешедшего на его сторону Астарота. Легионы разделились. Верные настоящему Бетрезену демоны должны были убить Астарота, чтобы избежать гибели и спасти своего повелителя. Проводя кампанию, демоны оказали помощь обратившимся к ним оркам.
Потерпевший поражение Астарот сбежал от Легионов к Утеру. Оказалось, что обряд воплощения Бетрезена в тело Утера, проведённый десять лет назад, удался лишь частично: наследник Империи получил часть силы и разума Бетрезена, но остался самостоятельной личностью. Вскоре адские жрецы увидели вещий сон — сила их повелителя все больше уходила к Утеру. Чтобы Бетрезен мог жить, Легионам нужно было убить Утера и защитить Адские врата, через которую Бетрезен мог говорить со своими жрецами. Когда демоны продвигались к укреплениям Империи, где пребывал Утер, им предложили помощь зеленокожие, вернее, их король — чёрный дракон Гаркенаш. Предложили свою помощь и Горные Кланы.
Когда Утер наконец-то был убит, Бетрезен освободился от его власти, но остался заточённым в своей огненной темнице.

## Переиздания и локализация
В России была локализована компанией «Руссобит-М» в 2002 году как Disciples II: Канун Рагнарёка и выпущена отдельным диском и в составе сборника Disciples II: Летопись Вселенной. В этой локализации были полностью переведены тексты, а также дублированы голоса всех героев, кроме стандартных персонажей Легионов Проклятых, изъясняющихся в оригинале на искаженной латыни. Тем не менее, в переводе есть существенные недостатки, например, перевод имени одной и той же персоналии неодинаков в разных игровых текстах или в тексте и озвучивании.
В 2005 году игра была переиздана компанией Stardock в составе сборника Disciples II: Gold Edition, куда, кроме неё, вошли все три изданных дополнения.
В 2006 году локализована компанией «Акелла» и выпущена в составе трёх сборников: Disciples Gold, Disciples World и Disciples II: Rise of the Elves Gold. В изданиях Disciples Gold и Disciples World игра устанавливается только вместе с дополнением Disciples II: Gallean’s Return. В изданиях от «Акелла» оставлено оригинальное озвучивание героев, а все ролики и тексты переведены на русский. Вместе с игрой устанавливается подробное руководство пользователя на русском языке.

## Оценки
| Сводный рейтинг       | Сводный рейтинг |
| Агрегатор             | Оценка          |
| --------------------- | --------------- |
| GameRankings          | 83,58 %         |
| Русскоязычные издания |                 |
| Издание               | Оценка          |
| «Страна игр»          | 8,5 из 10       |

| Сводный рейтинг | Сводный рейтинг |
| Агрегатор       | Оценка          |
| --------------- | --------------- |
| GameRankings    | 76,29 %         |

## Дополнения
- Disciples II: Gallean’s Return — объединение двух дополнений к Disciples II:
  - Disciples II: Servants of the Dark — дополнение к Disciples II, добавляющее две кампании из трёх миссий за фракции демонов и нежити.
  - Disciples II: Guardians of the Light — дополнение к Disciples II, добавляющее две кампании из трёх миссий за фракции людей и гномов.
- Disciples II: Rise of the Elves — последнее дополнение к Disciples II, добавляющее новую игровую кампанию с новой фракцией — Альянс Эльфов.
  - Disciples II: Rise of the Elves Gold — переиздание с дополнительной миникампанией.